# New Romantics
«New Romantics» (с англ. — «Новые романтики») — песня американской певицы Тейлор Свифт, выпущенная сначала как промосингл через лейбл Big Machine Records (3 марта 2015), а в США релиз на радио прошёл 23 февраля 2016 года с участием лейблов Republic Records и Big Machine как седьмого и финального сингла из её пятого студийного альбома 1989, вышедшего в 2014 году. Синти-поп песня была написана Свифт, Макс Мартином и Шеллбэком.

## История
«New Romantics» впервые вышла как промосингл 3 марта 2015 года через лейбл Свифт Big Machine Records и дебютировала 21 марта 2015 года на 71-м месте в Billboard Hot 100.
19 февраля 2016 года Свифт объявила, что «New Romantics» станет седьмым и финальным синглом с альбома 1989. Лейбл Republic Records в партнерстве с Big Machine отправили песню на американские радиостанции музыки Contemporary hit radio и 23 февраля на радиостанции Hot adult contemporary. 6 апреля 2016 года Свифт выпустила видеоклип на песню «New Romantics», состоящий из концерта и закулисных съёмок во время the 1989 World Tour в 2015 году исключительно на Apple Music. Джесси Моррис из Complex
считала этот выпуск частью «партнерства» Свифт с Apple Music, с которой певица сотрудничал с рекламой и интервью. Карл Куинн из Sydney Morning Herald назвал релиз «циничным ходом», с помощью которого Свифт неявно призвала своих поклонников подписаться на Apple Music, чтобы сбалансировать конкуренцию с потоковой платформой Spotify, который она критиковала за бесплатные потоковые сервисы с низкими роялти. Видео стало доступно 13 апреля 2016 года на канале Vevo.
Сингл достиг 46-го места в Billboard Hot 100.
Тираж «New Romantics» составил 0,5 млн цифровых копий в США и он получил золотую сертификацию.

## Отзывы
Песня получила признание музыкальных критиков и обозревателей: Кори Бизли из PopMatters (сравнила песню с произведениями Chvrches, написав, что но «она может делать это лучше, чем кто-либо другой»), Карл Уилсон из Slate (назвал его «манифестным»), Вринда Джагота из Pitchfork (описала трек как «волнующий, эйфорический» номер, который отражает суть альбома), Джош Дубофф из Vanity Fair (посетовал на исключение этой песни из стандартного издания 1989 года, написав, что она может стать треком альбома «практически на любом другом альбоме поп-звезды 2014 года»), Эйми Клифф из журнала Fact (отметила, что даже несмотря на то, что тексты песен посвящены знакомой Свифту теме «документирования воспоминаний как романтических, отфильтрованных снимков», «New Romantics» выделяются благодаря мастерству Свифта в написании песен). Критичные взгляды поместили Nate Jones из New York (назвавший трек неудавшейся попыткой «написать большой гимн поколения») и Крис Ричардс из The Washington Post (написавший, что песня «находится где-то между заплесневелым эмо и задними страницами школьного литературного журнала», содержащая один из «худших текстов» на альбоме 1989).
Газета National Post выделила сингл 2016 года «New Romantics» как оду поколению миллениалов.
Американский журналист Роб Шеффилд из журнала Rolling Stone назвал «New Romantics» второй лучшей песней 2014 года, отметив «Понятия не имею, почему она оставила такую безотлагательную, блестящую и совершенную песню из своего альбома … но гении такие странные».
В 2019 году Роб Шеффилд назвал «New Romantics» в качестве второй лучшей песни во всей её 153-песенной дискографии с комментарием, «эта гениальная работа, превосходящая даже самые смелые надежды, о которых мог мечтать любой фанат».
Позднее журнал Rolling Stone поместил её на 58-е место в своём списке «The 100 Best Songs of the 2010s». Jill Gutowitz из журнала Glamour в 2020 году назвал «New Romantics» среди 10 лучших песен Свифт за всю её карьеру.

## Концертные исполнения
Свифт включила «New Romantics» в сет-лист мирового тура 1989 года, который проходил с мая по ноябрь 2015 года. Она также исполнила песню на этапе Гран-при США чемпионата автогонок Формулы-1, который проходил на автодроме Трасса Америк 22 октября 2016 года и на шоу Super Saturday Night телекомпании DirecTV, в рамках серии концертов перед финалом футбольного чемпионата Супербоул 4 февраля 2017 года.
Также Свифт исполнила её в качестве «песни-сюрприза для гитары» на шоу The Eras Tour в Лос-Анджелесе 9 августа 2023 года, сразу после своего объявления о выпуске 27 октября перезаписи  1989 (Taylor’s Version).

## Чарты

### Еженедельные чарты
| Чарт (2016—17)                           | Высшая позиция |
| ---------------------------------------- | -------------- |
| Австралия (ARIA)                         | 35             |
| Бельгия/Фландрия (Ultratop 50)           | 33             |
| Канада (Billboard Canadian Hot 100)      | 58             |
| Канада (Billboard AC Airplay)            | 46             |
| Канада (Billboard CHR/Top 40)            | 24             |
| Канада (Billboard Hot AC)                | 31             |
| Франция (SNEP)                           | 190            |
| Япония (Billboard Japan Hot 100)         | 90             |
| Ливан (Lebanese Top 20)                  | 18             |
| Словакия (Rádio Top 100)                 | 58             |
| Шотландия (Scottish Singles Chart)       | 40             |
| Великобритания (Official Charts Company) | 132            |
| США (Billboard Hot 100)                  | 46             |
| США (Billboard Adult Contemporary)       | 18             |
| США (Billboard Adult Top 40)             | 9              |
| США (Billboard Mainstream Top 40)        | 18             |

## Сертификации
| Регион                                                                      | Сертификация | Продажи |
| --------------------------------------------------------------------------- | ------------ | ------- |
| Австралия (ARIA)                                                            | Золотой      | 35 000  |
| США (RIAA)                                                                  | Золотой      | 500 000 |
| Данные о продажах + прослушиваниях приведены только на основе сертификации. |              |         |

## New Romantics (Taylor’s Version)
Перезаписанная версия песни «New Romantics», получившая название «New Romantics (Taylor’s Version)», была выпущена 27 октября 2023 года в составе четвёртого перезаписанного альбома Свифт 1989 (Taylor’s Version). Песня является частью перезаписанной музыки Свифт после спора о праве собственности на мастера ее старой дискографии.

### Чарты
| Chart (2023)                                | Высшая позиция |
| ------------------------------------------- | -------------- |
| Австралия (ARIA)                            | 18             |
| Новая Зеландия (Recorded Music NZ)          | 27             |
| Швеция (Heatseeker, Sverigetopplistan)      | 4              |
| Великобритания (UK Singles Downloads Chart) | 46             |
| Великобритания (UK Singles Sales, OCC)      | 53             |
| Великобритания (UK Streaming, OCC)          | 26             |